# لیگ برتر فوتبال استونی ۲۰۰۷
لیگ برتر فوتبال استونی ۲۰۰۷ (به انگلیسی: 2007 Meistriliiga) هفدهمین فصل لیگ برتر فوتبال استونی است که با قهرمانی باشگاه فوتبال لوادیا تالین به پایان رسیده‌است.

## جدول لیگ
| رتبه | تیم                            | بازی | برد | مساوی | باخت | گل زده | گل خورده | گل تفاضل | امتیاز | صعود یا سقوط                                 |
| ---- | ------------------------------ | ---- | --- | ----- | ---- | ------ | -------- | -------- | ------ | -------------------------------------------- |
| ۱    | باشگاه فوتبال لوادیا تالین (C) | ۳۶   | ۲۹  | ۴     | ۳    | ۱۲۶    | ۲۰       | ۱۰۶+     | ۹۱     | صعود به مرحله اول انتخابی لیگ قهرمانان اروپا |
| ۲    | باشگاه فوتبال فلورا تالین      | ۳۶   | ۲۶  | ۵     | ۵    | ۱۰۸    | ۳۰       | ۷۸+      | ۸۳     | صعود به مرحله اول انتخابی جام یوفا           |
| ۳    | باشگاه فوتبال تی‌وی‌ام‌کی         | ۳۶   | ۲۵  | ۴     | ۷    | ۱۱۶    | ۳۶       | ۸۰+      | ۷۹     | صعود به مرحله اول انتخابی جام یوفا           |
| ۴    | باشگاه فوتبال ناروا ترانس      | ۳۶   | ۲۵  | ۳     | ۸    | ۸۹     | ۲۸       | ۶۱+      | ۷۸     | صعود به جام اینترتوتو ۲۰۰۸                   |
| ۵    | باشگاه فوتبال تارتو تامکا      | ۳۶   | ۱۸  | ۸     | ۱۰   | ۵۴     | ۴۰       | ۱۴+      | ۶۲     |                                              |
| ۶    | باشگاه فوتبال تالینا کالو      | ۳۶   | ۱۳  | ۴     | ۱۹   | ۴۴     | ۷۴       | ۳۰−      | ۴۳     |                                              |
| ۷    | باشگاه فوتبال ویلیاندی تولویک  | ۳۶   | ۱۱  | ۴     | ۲۱   | ۳۳     | ۸۰       | ۴۷−      | ۳۷     |                                              |
| ۸    | باشگاه فوتبال واپروس پارنو     | ۳۶   | ۸   | ۱     | ۲۷   | ۳۵     | ۹۶       | ۶۱−      | ۲۵     |                                              |
| ۹    | باشگاه فوتبال کورساره (R)      | ۳۶   | ۵   | ۳     | ۲۸   | ۲۵     | ۹۴       | ۶۹−      | ۱۸     | پلی‌آف سقوط                                   |
| ۱۰   | Lasnamäe Ajax (R)              | ۳۶   | ۱   | ۲     | ۳۳   | ۱۴     | ۱۵۳      | ۱۳۹−     | ۵      | سقوط به لیگ دسته اول فوتبال استونی           |

1. ↑  As Flora Tallinn are guaranteed European football in the UEFA Cup as league runners-up, their spot in the UEFA Cup as Estonian Cup winners is transferred to the next best team in the league. TVMK Tallinn will therefore play in the 2008-09 season of the UEFA Cup

## پلی‌آف سقوط
| باشگاه فوتبال نومه کالیو | ۰ – ۱ | باشگاه فوتبال کورساره |
| ------------------------ | ----- | --------------------- |
|                          |       | Veskimäe ۶۹'          |

| باشگاه فوتبال کورساره | ۱ – ۲ | باشگاه فوتبال نومه کالیو |
| --------------------- | ----- | ------------------------ |
| Kriska ۶۴'            |       | Tammo ۴' · Dona ۲۰'      |

تیم نومه کالیو پس از تساوی ۲-۲ در دو دیدار رفت و برگشت با گل در خانه حریف به لیگ برتر فوتبال استونی ۲۰۰۸ صعود کرد و تیم کورساره به لیگ دسته اول فوتبال استونی سقوط کرد.